# 勒马 (图林根州)
勒马（德語：Löhma，發音：[ˈløːma]）是德国图林根州萨勒-奥拉县的市镇，总面积10.46平方千米，2023年12月31日总人口为284人。